# Iwianch
Iwianch bezeichnet einen Totengeist bei den Achuar, einem Stamm der Jivaro im westlichen Amazonien, der sich gelegentlich in bestimmten Tieren verkörpert oder als Phantom bemerkbar macht. Als iwianch werden auch unheilvolle Einwirkungen aus der übernatürlichen Welt sowie der schamanistischen Praxis sowie vielerlei beunruhigende Erscheinungen bezeichnet.
Die Achuar sind Animisten, gemäß deren Vorstellungen und Gefühlen die Welt weitgehend beseelt ist. Menschen, aber auch Tiere und manche Pflanzen, sogar einige Dinge werden trotz ihrer äußerlich verschiedenartigen Gestalten als mit einem gleichartigen wakan beseelt vorgestellt. Mit wakan wird ein geistiges Prinzip bezeichnet, dass es den damit begabten Wesen ermöglicht, miteinander zu kommunizieren. So sind die Achuar in einem andauernden Gespräch mit den Geistern und Wesenheiten ihrer Umgebung, mit denen sie im Alltag permanent lautlos oder sprechend und singend kommunizieren und verhandeln. So versuchen sie, Dinge bei der Gartenarbeit oder der Jagd und im Krieg durch leise Gesänge oder Rezitationen (anent) zu beeinflussen. Wakan gleicht europäischen Seelenvorstellungen nur annähernd. Er ist eher ein geistiger Hauch mit bestimmten kommunikativen oder intentionalen Fähigkeiten, ohne bereits ein ausgeprägter Charakter oder gar eine unveränderliche Persönlichkeit zu sein.
Bei den Achuar definiert sich, was man in Europa Persönlichkeit oder Identität nennen würde, durch äußere Merkmale wie Namen, Bemalung, die Stellung innerhalb einer Familienstruktur sowie Jagd- und Kriegstaten. Darüber hinaus erhält der in einem Menschen ziemlich unspezifisch eingeborene wakan im Zuge von sich ab etwa dem zwölften Lebensjahr wiederholenden meditativen und visionären Begegnungen mit dem immateriellen und überpersönlichen Prinzip des arutam, das im Verlauf einer halluzinogenen Trance als Geist eines Ahnen erscheint, Identität und Schicksal, Bestärkung und Schutzverheißungen sowie für einige Jahre Aufträge und Hinweise zur weiteren Lebensführung. Gewissermaßen ist arutam der überpersönliche Geist des Stammes, der sich von Generation zu Generation den jeweils bestimmten Menschen mitteilt. Durch arutam wird der Einzelne sowohl in die Gemeinschaft initiiert als auch als bestimmte Persönlichkeit individualisiert. Indem sich im Laufe eines Menschenlebens die Visionen des arutam wiederholen, entsteht, entwickelt und verändert sich der betreffende Charakter. Was in der abendländischen Tradition eine Seele genannt werden könnte, ist bei den Achuar weder eine unveränderliche noch ewige Wesenheit.
Im Verlauf des Sterbens, also bereits einige Zeit vor dem physischen Tod, verlässt wakan den Menschen, um sich in iwianch zu verwandeln und durch das Haus und die Umgebung zu geistern, bis der verstorbene verwest ist. Iwianch macht sich zunächst durch Poltern oder Knacken und kleine Beschädigungen wie etwa einen umgefallenen Topf oder zerschlagenes Geschirr bemerkbar oder er stiehlt Hunde, um nicht so einsam zu sein. Denn der Totengeist ist unbeholfen, weil er ohne die Sinnesorgane des Menschen, den er verlassen hat, nicht richtig sehen und wahrnehmen kann. Solch ein körperloser Totengeist leidet unter furchtbarer Einsamkeit, unter Hunger und sexueller Begierde, die zu befriedigen ihm unmöglich geworden ist. Deshalb sehnt sich der Geist, der einen sterbenden Körper verlassen hat, danach, wieder in einen Menschen zu fahren, um wieder eine Weile sehen und hören und essen und das Dasein genießen zu können; und seine endgültige Auflösung aufzuschieben. So lange es ihm nicht gelingt, in einen Menschen zu fahren, schlüpft iwianch-wakan in die Gestalt eines Tieres, um wieder zu sehen und am Leben teilzunehmen und einen menschlichen Körper zu suchen. Je nachdem, welchem Körperteil wakan zu Letzt innewohnte, wird er eine Eule (Leber), ein Pfäffchen (Herz), ein Morpho-Falter (Herzvorhof oder Lunge), ein Roter Spießhirsch, wenn er im Fleisch oder im Schatten (der ebenfalls wakan genannt wird) weste, wobei sich der wakan-iwianch eines Mannes in männlichen, der einer Frau in weiblichen Tieren der jeweiligen Art verkörpert. Obwohl es auch viele andere Erzählvarianten vom Werdegang iwianchs gibt, zweifelt an dessen Existenz offenbar kein Achuar.
Den Achuar ist weder bekannt (oder sie wollen es sich nicht ausdenken?) woher wakan kommt noch wohin iwianch geht. Jedoch werden Tote in einem kanu bestattet, was darauf hindeuten könnte, das ihnen eine Reise irgendwohin bevorsteht. Jedoch geben die Achuar vor, von diesem Irgendwo, von einem Jenseits der diesseitigen Welt nichts zu wissen. Sie halten die Toten sogar für gefährlich für die Lebenden, von denen sie sich trotz aller Ähnlichkeit so erschreckend grundsätzlich unterscheiden. Die Achuar versuchen, die beängstigenden Verstorbenen schnellstmöglich zu vergessen und aus ihrem Bewusstsein zu verbannen, jedenfalls nicht an sie zu denken oder gar von ihnen zu sprechen, um sie nicht zu rufen. Obwohl sie vorgeblich von einem Jenseits nichts wissen, sehen die Achuar in der Unterwasserwelt der tsunki gewissermaßen spiegelbildlich menschliche Gemeinschaftlichkeit ideal verwirklicht.
Iwianch jedoch sucht Kontakt zu den Menschen, und zwar je nach Geschlecht und Alter auf verschiedene Weisen. Auf seiner Suche nach einem neuen Körper zeigt er sich den Männern als eines der Tiere, in das er sich vorübergehend verwandelt hat oder in dessen Gestalt er hineingefahren ist, um sehen zu können und Blickkontakt mit einem Mann zu erlangen, um so vielleicht in dessen Körper hineinzugelangen und womöglich den dortigen wakan zu verdrängen oder zu überformen oder neben ihm eine Weile weiterzuleben. Solch ein Widerstreit zweier wakan-Seelen in einem Menschen würde zu geistiger Verwirrung führen, ja könnte tödlich enden, weshalb die Männer die Begegnung mit iwianch-Tieren fürchten. Das Nahen eines iwianch können die Männer der Achuar an bestimmten Geräuschen, etwa dem Knacken eines Astes, dem Rauschen des Laubes oder einem kühlen oder warmen Anhauch erkennen. Je nach Anzeichen ergreifen sie dann selbst die Initiative, sprechen eine Verwünschung oder machen irgendeinen Lärm, der den iwianch verschreckt und den Bann hypnotischer Faszination bricht. Von den „Iwianch-Vögeln“ Eule und Pfäfchen heißt es, dass sie den Toten die Augen leihen. Bei ihrem Nahen senken die Männer ihre Augen, um den gefahrvollen Blickkontakt zu vermeiden, und sprechen eine Verwünschung, der im Allgemeinen der Ausruf folgt: „Und ich, ich bin ein Mann“. Der unumkehrbare Unterschied zwischen den Lebenden und den Toten wird laut bekräftigt. Den Roten Spießhirsch, in dem sich iwianch gelegentlich verkörpert, sollen die Achuar möglichst nicht jagen. Während der Totengeist sich ihnen in dieser oder jener tierischen Gestalt zu zeigen versucht und gesehen werden möchte, tun die Männer alles, um ihn möglichst nicht zu sehen.
Den Frauen hingegen nähert sich iwianch gestaltlos in der Dunkelheit der Nacht, indem er sie plötzlich von hinten umfasst, um sie zu entführen oder zu ohrfeigen oder zu treten oder indem er die Schlafenden begrapscht. Den solchermaßen vom Totengeist heimgesuchten Frauen gelingt es meist, sich dem Bann zu entziehen und zu Angehörigen zu flüchten und ihnen von ihrem Erlebnis zu erzählen, wobei sie in eine tiefe Ohnmacht oder Trance fallen. Für Augenblicke überschritten sie die gefahrvolle Schwelle zum Totenreich, ihre Gemeinschaft mit den Lebenden wurde unterbrochen. Um solche Heimsuchungen zu vermeiden, tut Frau gut daran, nächtens möglichst nahe der Feuer zu bleiben.
Kindern zeigt sich iwianch als freundlicher Mensch, lässt sie nicht merken, dass er ein Phantom ist, sondern gibt sich als Großvater oder Großmutter oder irgendein anderer alter Verwandter aus. Er spricht freundlich mit ihnen, wobei er sie beispielsweise bekocht und zu Ausflügen einlädt. Da Kinder die Absurdität der geisterhaften Begegnung nicht bemerken können, sind sie wehrlos den Täuschungen des Phantoms ausgeliefert. Wenn nicht bald Erwachsene hinzukommen und den Bann der Chimäre brechen, besteht die Gefahr, das iwianch in die Seele eines Kindes, die noch weich und unbestimmt, also schwach und durchlässig und einladend ist, eindringt, was zum Tode des solchermaßen heimgesuchten, von widerstreitenden wakanen bewohnten Kindes führt. Einen Fall von Kindesentführung oder Jugendlichenverlockung beschreibt der Film „Iwianch“ von José Cordoso, Ecuador 2020/21. – Wie auch immer iwianch erscheint, offenbar ist „die Beziehung, die die Achuar zu diesen Besuchern aus dem Jenseits unterhalten, von einer Kommunikation getragen …, die mit dem verbalen Ausdruck so gut wie nichts zu tun hat“ (Ph. Descola, S. 390). Iwianchs Existent ist keine Frage von wahr und falsch, die sich in ihrer radikalen Ausschließlichkeit ohnehin erst innerhalb der in Europa entstandenen neuzeitlichen Rationalität und Erkenntnistheorie sowie entsprechenden Realitätskonstruktionen stellt. Für die Achuar ist iwianch eine reale Erfahrung, die innerhalb ihres Weltgefühls evident, durchwegs einleuchtend und plausibel ist.